# Hoot (bài hát)
"Hoot" (tiếng Hàn: 훗) là đĩa đơn chủ đề của Hoot, mini-album thứ ba của nhóm nhạc nữ Hàn Quốc Girls' Generation và được phát hành vào ngày 25 tháng 10 năm 2010. Bài hát đã đứng đầu nhiều bảng xếp hạng âm nhạc và trở thành bản hit thứ chín của nhóm,. Phiên bản tiếng Nhật của "Hoot" xuất hiện trong album phòng thu tiếng Nhật đầu tay của nhóm Girls' Generation (2011).

## Bối cảnh
Ban đầu "Hoot" có tên là "Bulletproof" và được phổ lời tiếng Anh. Bài hát được sáng tác bởi hai nhạc sĩ-nhà sản xuất âm nhạc người Đan Mạch Martin Michael Larsson và Lars Halvor Jensen cùng với nhạc sĩ người Anh Alex James. Bản demo của bài hát được thu âm bởi Nina Woodford tại Anh và sau đó được phối và hoàn thiện tại Đan Mạch. Pelle Lidell của Universal Music Publishing Group đã giới thiệu bài hát với SM Entertainment. Sau đó lời bài hát được dịch sang tiếng Hàn, nhưng một số từ tiếng Anh trong bản gốc như "trouble, trouble, trouble" đã được giữ lại.

## Bảng xếp hạng
| Bảng xếp hạng (2010)          | Thứ hạng cao nhất |
| ----------------------------- | ----------------- |
| Hàn Quốc (Gaon Digital Chart) | 1                 |

| Bảng xếp hạng (2010)          | Thứ hạng cao nhất |
| ----------------------------- | ----------------- |
| Hàn Quốc (Gaon Digital Chart) | 10                |

## Doanh số
| Quốc gia | Doanh số  |
| -------- | --------- |
| Hàn Quốc | 2.138.179 |